# Ларионовское сельское поселение (Тверская область)
Ларио́новское се́льское поселе́ние — упразднённое муниципальное образование в составе Селижаровкого района Тверской области. На территории поселения находилось 24 населённых пункта.
Центр поселения — деревня Ларионово.
Образовано в 2005 году, включило в себя территорию Ларионовского сельского округа.
Законом Тверской области от 17 апреля 2017 года № 25-ЗО были преобразованы, путём их объединения, муниципальные образования Березугское, Захаровское, Ларионовское и Талицкое сельские поселения в Селижаровское сельское поселение.

## Географические данные
- Общая площадь: 53,3 км²
- Нахождение: центральная часть Селижаровского района
  - Граничит:
    - на северо-востоке — с Березугским СП
    - на юго-востоке — с Талицким СП
    - на юге — с посёлком Селижарово
    - на западе — с Селищенским СП

## Экономика
Основное сельхозпредприятие — колхоз им. Фрунзе.

## Население
На 01.01.2008 — 633 человек.
Плотность населения — 12 человек/км², самая большая среди сельских поселений района. Население по переписи 2010 — 525 человек.

## Населенные пункты
На территории поселения находились следующие населённые пункты:
| №  | Тип нп | Название          | Население (2008 год) |
| -- | ------ | ----------------- | -------------------- |
| 1  | дер.   | Ларионово         | 19                   |
| 2  | дер.   | Алёшино           | 8                    |
| 3  | дер.   | Барагино          | 50                   |
| 4  | дер.   | Большое Ларионово | 226                  |
| 5  | дер.   | Берники           | 15                   |
| 6  | дер.   | Быково            | 8                    |
| 7  | дер.   | Вилейка           | 5                    |
| 8  | дер.   | Дергуново         | 4                    |
| 9  | дер.   | Казицино          | 63                   |
| 10 | дер.   | Килешино          | 1                    |
| 11 | дер.   | Кубышкино         | 37                   |
| 12 | дер.   | Кузьминское       | 17                   |
| 13 | дер.   | Кулаково Ближнее  | 0                    |
| 14 | дер.   | Кулаково Дальнее  | 0                    |
| 15 | дер.   | Мамоново          | 11                   |
| 16 | дер.   | Печеницыно        | 43                   |
| 17 | дер.   | Поддубное         | 15                   |
| 18 | дер.   | Пискачево         | 11                   |
| 19 | дер.   | Сапрыгино         | 1                    |
| 20 | дер.   | Селино            | 36                   |
| 21 | дер.   | Филиппово         | 3                    |
| 22 | дер.   | Черницино         | 2                    |
| 23 | дер.   | Шалахино          | 48                   |
| 24 | дер.   | Языково           | 10                   |

## История
С образованием в 1796 году Тверской губернии территория поселения вошла в Осташковский уезд.
В 1929—1935 годы — в Западной области, Селижаровский район, с 1935 года в Калининской области, Селижаровский район (в 1936 году переименован в Кировский район). В 1944—1957 годах в Великолукской области, с 1957 — в Калининской области (в 1990 году переименована в Тверскую область).

## Известные люди
В деревне Шалахино родился Герой Советского Союза Иван Николаевич Тихомиров.